# Булгеруш
Булгеруш (рум. Bulgăruș) — село у повіті Тіміш в Румунії. Входить до складу комуни Ленаугайм.
Село розташоване на відстані 444 км на північний захід від Бухареста, 36 км на північний захід від Тімішоари.

## Населення
За даними перепису населення 2002 року у селі проживали 2027 осіб.
Національний склад населення села:
| Національність | Кількість осіб | Відсоток |
| -------------- | -------------- | -------- |
| румуни         | 1672           | 82,5%    |
| цигани         | 246            | 12,1%    |
| німці          | 50             | 2,5%     |
| угорці         | 32             | 1,6%     |
| українці       | 18             | 0,9%     |

Рідною мовою назвали:
| Мова       | Кількість осіб | Відсоток |
| ---------- | -------------- | -------- |
| румунська  | 1735           | 85,6%    |
| циганська  | 211            | 10,4%    |
| німецька   | 39             | 1,9%     |
| угорська   | 23             | 1,1%     |
| українська | 15             | 0,7%     |